# HSM Salamander - Phoenix
De serie HSM Salamander - Phoenix was een serie van twee breedsporige stoomlocomotieven van het type Patentee van de Hollandsche IJzeren Spoorweg-Maatschappij (HSM).
Omdat de locomotieffabrieken in Engeland, waaronder de voorkeurfabriek R. Stephenson & Co. niet op korte termijn nieuw materieel kon leveren, plaatste de HSM nieuwe orders voor nieuwe locomotieven bij Dixon & Co in Amsterdam en Société du Renard in Brussel. Dixon & Co leverde twee locomotieven, Salamander en Phoenix, vrijwel gelijk aan de door R. Stephenson & Co gebouwde locomotieven.
Beide locomotieven kwamen in maart 1843 in dienst op de breedsporige verbinding tussen Amsterdam en Rotterdam. In 1855 werden beide locomotieven buiten dienst gesteld.
Nadat het spoor van de Nederlandsche Rhijnspoorweg-Maatschappij (NRS) in de periode 1854-1855 was omgebouwd van breedspoor tot normaalspoor, probeerde de HSM een aantal van de bij de NRS overbodig geraakte jongere breedspoorlocomotieven over te nemen, ter vervanging van de oudste eigen locomotieven. De NRS had deze echter al aan de handelaar B.J. Nijkerk in Amsterdam verkocht. Met deze handelaar kwam de HSM overeen om twaalf locomotieven te ruilen met bijbetaling van 2000 gulden per locomotief. In 1856 werden de Salamander en Phoenix geruild tegen de jongere, en tevens door Dixon & Co gefabriceerde, ex-NRS-locomotieven 17 en 18. 

## Overzicht
| Fabrieksnummer | Naam       | In dienst | Uit dienst | Bijzonderheden        |
| -------------- | ---------- | --------- | ---------- | --------------------- |
| 2              | Salamander | 1843      | 1855       | Geruild tegen NRS 17. |
| 3              | Phoenix    | 1843      | 1855       | Geruild tegen NRS 18. |